# Müllheizkraftwerk Ulm-Donautal
Das Müllheizkraftwerk Ulm-Donautal ist ein 1997 in Betrieb genommenes Müllheizkraftwerk, welches vom Zweckverband Thermische Abfallverwertung Donautal (TAD) betrieben wird. Es steht im Industriegebiet Donautal in Ulm und verfügt über 2 Linien, welche bis zu 9,89 Tonnen Müll pro Stunde verfeuern können.
Das Müllheizkraftwerk Ulm-Donautal verfügt über eine Turbine mit 11 MW Leistung und einen 91 Meter hohen Kamin. Es erzeugt jährlich 72 MWh elektrischen Strom, wovon 49 MWh ins Stromnetz eingespeist werden. Zudem erzeugt es jährlich 202 MWh thermische Energie, wovon 134 MWh an das Ulmer Fernwärmenetz (FUG) abgegeben werden.
Der Müllbunker fasst 5.800 Kubikmeter, was etwa 2.000 Tonnen Restmüll entspricht. Im Einzugsbereich des Müllheizkraftwerks sind die Landkreise Alb-Donau-Kreis, Heidenheim, Sigmaringen und Biberach, die Stadt Ulm und die Stadt Memmingen (TAD-Mitglieder). Zudem wird Müll aus den Partnerlandkreisen Tuttlingen und teilweise aus dem Ostalbkreis verfeuert. Jährlich kommen so ungefähr 160.000 Tonnen Müll zusammen.
Der Bau des Müllheizkraftwerks kostete 172 Mio. Euro (61,4 Mio. Euro für die Rauchgasreinigung). Es beschäftigt aktuell 59 Mitarbeiter, 30 davon arbeiten im Schichtbetrieb.